# George Miller Sternberg

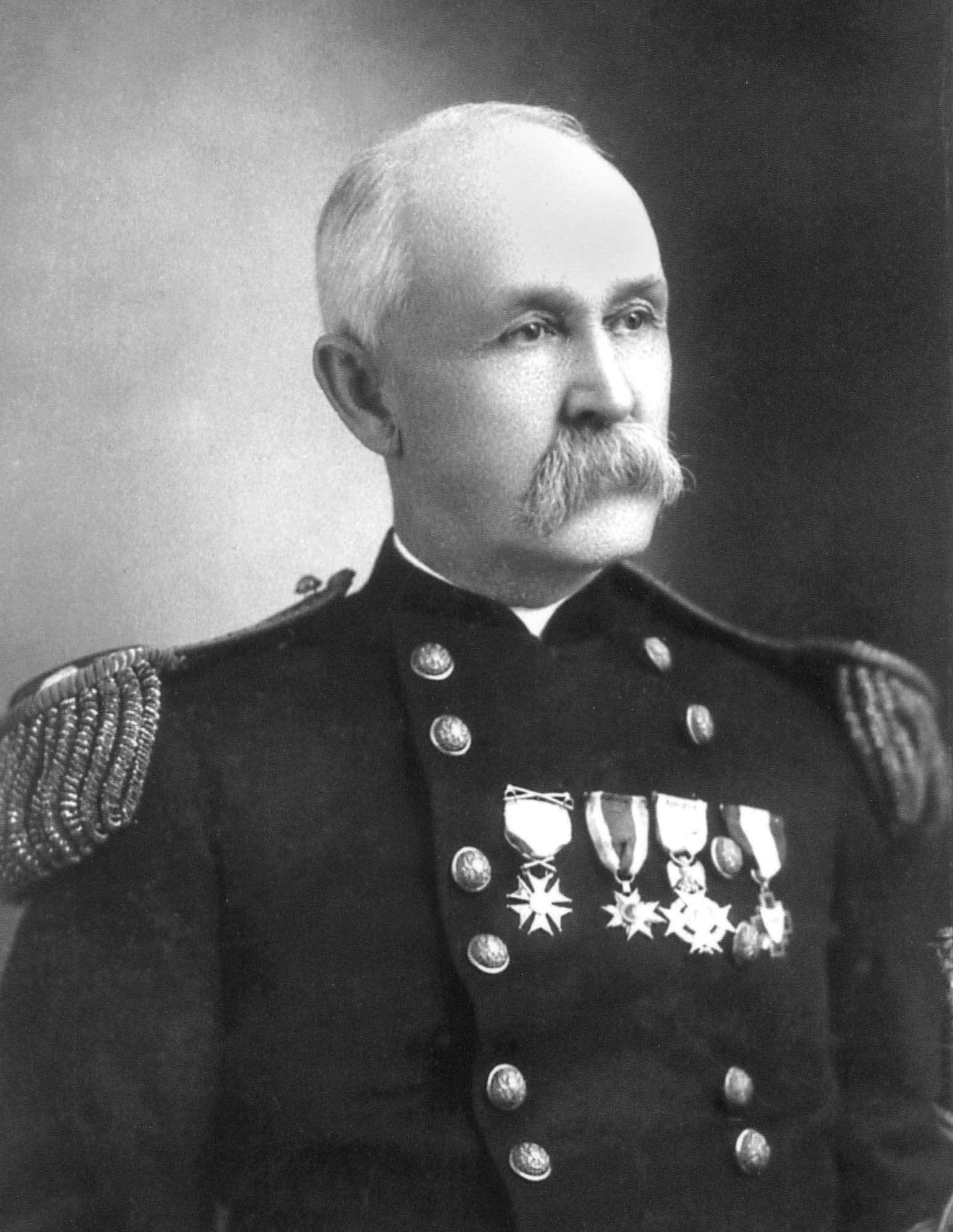
Brigadegeneral George Miller Sternberg

George Miller Sternberg  (* 8. Juni 1838 bei Cooperstown, New York; † 3. November 1915 in Washington, D.C.) war ein US-amerikanischer Arzt (später Surgeon General der US Army) und Pionier der Bakteriologie.
Sternberg war der Sohn des lutheranischen Pfarrers Levi Sternberg, der am Hartwick Seminar in New York unterrichtete. Die Vorfahren waren im frühen 18. Jahrhundert aus der Pfalz eingewandert. Sternberg wurde in der Schule seines Vaters unterrichtet, unterbrochen von Zeiten, in denen er selbst in Landschulen unterrichtete oder in einem Buchladen arbeitete. Er studierte Medizin am College of Surgeons and Physicians of New York in Buffalo mit dem Abschluss (M.D.) 1860. Im Sezessionskrieg war er Chirurg bei der US Army und nahm an der Ersten Schlacht von Bull Run (wo er in Gefangenschaft geriet) sowie der Peninsular Campaign (wo er in Gaines Mill und Malvern Hill in der Sieben-Tage-Schlacht beteiligt war) teil, bevor er Typhusfieber bekam und nur noch in Hospitälern Dienst tat. Er erreichte im Bürgerkrieg den Brevet-Rang eines Majors und blieb nach dem Krieg in der Armee. 1865 heiratete er Louisa Russell, die wenige Jahre später an Cholera starb. Sternberg war in Kansas stationiert, wo er an den Indianerkriegen teilnahm und nebenbei Fossilien sammelte. 1866 wurde er Captain. 1870 wurde er nach Governors Island in New York versetzt und war außerdem drei Jahre in Fort Barrancas in Florida. Während dieser Zeit hatte er viele Patienten mit Gelbfieber, an dem er auch selbst erkrankte. Er veröffentlichte darüber und galt bald als Spezialist dafür. 1875 wurde er Major und kam 1879 nach Washington D.C. und wurde der Gelbfieberkommission zugeordnet, die die Krankheit unter anderem auf Kuba studierte. Die Kommission befürwortete 1880, weitere Forschungen in der Bakteriologie abzuwarten.
Sternberg gelangen wichtige Fortschritte in der Bakteriologie. Er bestätigte in den USA Plasmodium als Ursache für Malaria und die Erreger von Typhus und Tuberkulose, von dessen Erreger er als erster Fotos unter dem Mikroskop aufnahm. 1881 isolierte er unabhängig von Louis Pasteur Pneumokokken als Erreger der Lungenentzündung. 1892 erschien sein Manual of Bacteriology, das erste Lehrbuch des Fachgebietes, das die neuen Entwicklungen von Robert Koch, Pasteur und anderen darstellte. Er befasste sich auch als einer der ersten in den USA mit Desinfektion, worüber er 1886 einen preisgekrönten Aufsatz veröffentlichte. Beim Cholera-Ausbruch in Hamburg 1892 verhinderte er erfolgreich die Ausbreitung in die USA hinein.
1893 wurde er als Nachfolger von Charles Sutherland Surgeon General der US Army (mit Beförderung zum Brigadegeneral), was er bis zu seinem Ruhestand 1902 blieb. Unter anderem gründete er 1893 die Army Medical School, das spätere Walter Reed Army Institute of Research, und das US Army Nurse Corps. Er war in den offiziellen Typhus- und Gelbfieber-Kommissionen (teilweise von Walter Reed geleitet) zur Bekämpfung dieser Krankheiten, die auch in der US-Armee zum Beispiel im Spanisch-Amerikanischen Krieg viele Opfer forderten.
Sein Bruder Charles H. Sternberg, der bei ihm auf einer Ranch in Kansas arbeitete, wurde ein berühmter Fossiliensammler. George Sternberg selbst war auch Fossiliensammler, publizierte aber nicht darüber. Nach von ihm gesammelten Fossilien beschrieb Joseph Leidy 1870 Xiphactinus.